# Цветкова, Людмила Васильевна
Людмила Васильевна Цветкова (31 октября 1944, Москва — 31 мая 2023, Москва) — советская и российская актриса театра и кино, сценарист, продюсер, режиссёр.

## Биография
Родилась 31 октября 1944 года в Москве.
Проходила обучение в Театральном училище им. М.С. Щепкина на курсе у В. Сперантовой и В. Смирнова.
После чего работала с такими мастерами, как: Пётр Тодоровский, Эльдар Рязанов, Георгий Данелия, Марлен Хуциев и Питер Штёрх (в Германии).
В период с 1971 по 1990 год, а также с 2001 по 2008 год была актрисой театра-студии «Киноактёр».
В 1992 году Цветкова окончила курсы продюсеров.
Была редактором в Фонде содействия скульптурам России «Скульптор» под руководством академии РАХ у Ю.Г. Орехова.
С 1993 по 1994 год работала в качестве продюсера «Международного центра аудиовизуального искусства» (простыми словами: современная опера). Данное предприятие принадлежало композитору А.Л. Рыбникову с выездом на гастроли в США.
1994 год пришёлся Цветковой как организатор и коммерческий директор кинофестиваля «Артек».
С 1996 года до конца жизни — автор и режиссёр документальных фильмов.
Числилась членом Союза кинематографистов России (Отличник кинематографии, Почётный деятель искусств города Москвы. Академик Европейской академии телевидения и радио, Почётный академик Российской Академии Художеств).
Цветкова была автором и исполнителем литературно-музыкальной композиции по произведениям писателя К. Симонова «Там, где мы бывали» для концертного исполнения.
Ведущая и режиссёр программы «Театр и кино» на радиостанции «Венец» в Государственном Доме Радиовещания и звукозаписи.
В год экологии России автор и организатор фотовыставки «Незабываемые уголки России» по документальному фильмы «Брыкин Бор» в Центральном Доме кино. Принимала участие в Международной Арт-выставке мастеров кино и рекламы в галерее классической фотографии, где одна из фоторабот «Сова» (Мудрость) была избрана символом выставки. Участник более 70 российских и международных кинофестивалей в России и за рубежом.
С 2008 года до конца жизни — президент Ассоциации военного историко-патриотического фильма Союза кинематографистов России.
Ушла из жизни 31 мая 2023 года в Москве. Похоронена на Ваганьковском кладбище.

## Звания и награды
- Медаль «Знак за вклад в дело дружбы» Российским Центром международного сотрудничества при МИД РФ за организацию и проведение творческих встреч в российских Центрах науки и культуры в странах: Франция, Венгрия, Сербия, Германия, Чехия, Словакия, США и организацию и проведение кинофестивалей «Дни Ханжонкова» в странах Украина, Болгария, Германия, Финляндия, США.
- Благодарность от министра культуры Владимира Мединского за большой вклад в развитие культуры, многолетнюю плодотворную работу.
- Почётный деятель искусств города Москвы (8 июня 2011 года)[10].
- Благодарность Президента Российской Федерации (8 июня 2016 года) — заслуги в развитии отечественной культуры и искусства, многолетнюю плодотворную деятельность[11].
- Участник Выставки молодых художников РАХ в Париже в Международном центре искусств и показ фильма «Истинный дар», посвящённому Президенту РАХ З.К. Церетели — Приз «Золотые руки от Мэрии города Парижа».

## Фильмография
- 2006 — Андерсен. Жизнь без любви (Бригитта, служанка)
- 2005 — Один день в Европе | One Day in Europe (Германия, Испания), роль (Елена)
- 2005 — Наследницы — 2 (Эльза)
- 2003 — Ангел на дорогах (Одуванчик)
- 2001 — Наследницы (Эльза)
- 1988 — 86400 секунд работы дежурной части милиции (Сурикова)
- 1986 — Перехват
- 1984 — Дорога к себе (Стелла, мать Веньки)
- 1982 — Слёзы капали
- 1981 — Факты минувшего дня (директор клуба)
- 1981 — 34-й скорый
- 1980 — Особо важное задание
- 1979 — Молодость, выпуск 3-й (киноальманах), лаборатория
- 1979 — Гараж (женщина в мохнатой шапке)
- 1978 — В день праздника
- 1976 — Опровержение
- 1976 — Меня ждут на Земле (диспетчер), (нет в титрах)
- 1975 — Ирония судьбы, или С лёгким паром! (эпизод)
- 1975 — Афоня (заведующая магазином)
- 1973 — Своя земля
- 1973 — Мальчишку звали Капитаном (Тамара Ульяновна Межигурская)
- 1972 — Командир счастливой «щуки»
- 1969 — Старый знакомый (сотрудница)
- 1969 — Семейное счастье (киноальмах)
- 1969 — Обвиняются в убийстве (девушка в зале суда), (нет в титрах)
- 1969 — Красная палатка | Red Tent, The | Tenda rossa, La (СССР, Италия)
- 1969 — Из записок Лопатина (фильм-спектакль), (Паша Горобец, девушка-шофер)
- 1969 — Всегда на марше (фильм-спектакль)
- 1968 — Щит и меч | Schild und Schwert (курсантка), (нет в титрах)
- 1968 — Семь стариков и одна девушка (медсестра)
- 1967 — Николай Бауман
- 1965 — Три времени года